# 竹久夢二美術館
竹久夢二美術館（たけひさゆめじびじゅつかん）は、東京都文京区弥生にある、竹久夢二作品を公開する私立美術館である。弁護士鹿野琢見が1990年11月に創設した。

## 概要
鹿野琢見が収集した竹久夢二作品および関連資料約3300点を所蔵し、展示は1階および2階の2フロアで行われる。年4回の企画展を実施している。
同創設者による弥生美術館と隣接し、内部に連絡通路があり行き来ができる。入館券で竹久夢二美術館と弥生美術館の両方を観覧できる。

### 新発見作品の確認
竹久夢二の新たな絵画や手紙などが発見された場合、所属学芸員がその真贋や経緯の確認を行い、いち早く同館で公開することがある。

## 主な収蔵作品

### 日本画・水彩画
- 松竹梅 （1921年頃）
- この夜ごろ （昭和初期）
- 夏姿 （1915年頃）
- 夢香洲夏夕幻影 （1914年）
- 置炬燵 （1921年）
- 水竹居 （1933年）
- 都をどり （大正前期）
- 鴨東の夏 （1923年頃）
- 稲荷山 （1921年頃）
- 旅舎春宵 （1932年）
- かげやとうろくじん （1912年）
- みそさざい （1921年）

### 表紙・図案等原画
- 『若草』 表紙1931年新年号
- 千疋屋カット

### その他
- 鉛筆スケッチ・デッサン
- 肉筆書簡
- 版画・千代紙・封筒・絵はがき
- 著作本
- 装幀本
- セノオ楽譜
- 表紙デザイン雑誌

## アクセス
- 地下鉄千代田線 根津駅より徒歩7分
- 地下鉄南北線 東大前駅より徒歩7分
- JR東日本 上野駅より徒歩20分

## 関連書籍
- 石川桂子・谷口朋子編 『竹久夢二 大正モダン・デザインブック』 河出書房新社、2003年
- 生田誠・石川桂子 『小林かいち 乙女デコ・京都モダンのデザイナー』 河出書房新社、2013年[7]
- 竹久夢二美術館監修 『竹久夢二 大正ロマンの画家、知られざる素顔』 河出書房新社、2014年